# Herblay-sur-Seine
 Herblay-sur-Seine  es una comuna francesa, en la región de Isla de Francia, departamento de Valle del Oise, en el distrito de Argenteuil y cantón de Herblay.

## Historia
La comuna se denominó Herblay hasta el 4 de noviembre de 2018.

## Demografía
| 1 524 | 1 364 | 1 377 | 1 396 | 1 574 | 1 576 | 1 605 | 1 582 | 1 592 | 1 641 | 1 611 | 1 699 | 1 631 | 1 625 | 1 681 | 1 798 | 2 033 | 1 990 | 2 190 | 2 339 | 2 898 | 4 258 | 5 471 | 5 800 | 5 937 | 7 452 | 10 220 | 12 264 | 16 397 | 19 647 | 22 135 | 23 083 | 26 137 |
| Para los censos de 1962 a 1999 la población legal corresponde a la población sin duplicidades (Fuente: INSEE [Consultar]) |       |       |       |       |       |       |       |       |       |       |       |       |       |       |       |       |       |       |       |       |       |       |       |       |       |        |        |        |        |        |        |        |